# Floris IV av Holland
Floris IV av Holland, född 24 juni 1210 i Haag, död 19 juli 1234 i Corbie i Frankrike, var regerande greve av Holland 1222–1234.
Floris var son till Vilhelm I av Holland och dennes hustru Ada av Gelderland. Han var gift med Mechtild av Brabant och far till Vilhelm II av Holland.